# NGC 4378
NGC 4378 ist eine Spiralgalaxie mit aktivem Galaxienkern vom Hubble-Typ Sa im Sternbild Jungfrau nördlich der Ekliptik. Sie ist schätzungsweise 111 Mio. Lichtjahre von der Milchstraße entfernt und hat einen Durchmesser von etwa 90.000 Lj. Die Galaxie wird unter der Katalognummer VVC 785 als Teil des Virgo-Galaxienhaufens gelistet.

Im selben Himmelsareal befinden sich u. a. die Galaxien NGC 4301, NGC 4303, NGC 4324, NGC 4376.
Das Objekt wurde am 2. Februar 1786 von dem deutsch-britischen Astronomen Wilhelm Herschel entdeckt.